# Samtgemeinde Radolfshausen

Wohnturm der Burg Radolfshausen

Die Samtgemeinde Radolfshausen ist 1973 im Rahmen der kommunalen Neugliederung in Niedersachsen geschaffen worden. Sie liegt im Landkreis Göttingen und hatte im Juni 2005 7690 Einwohner. Der Verwaltungssitz der Samtgemeinde ist in der Gemeinde Ebergötzen.

## Die Mitgliedsgemeinden
Einen Ort Radolfshausen gibt es nicht mehr, die Samtgemeinde hat folgende Mitgliedsgemeinden:
- Ebergötzen (1.891 Einwohner) mit dem Ortsteil Holzerode (697)
- Landolfshausen (1.242) mit den Ortsteilen Falkenhagen (169), Mackenrode (284) und Potzwenden (48)
- Seeburg (1.653) mit Ortsteil Bernshausen (591)
- Seulingen (1.470)
- Waake (1.434) mit Ortsteil Bösinghausen (404).

## Geschichte
Die Samtgemeinde Radolfshausen wurde im Frühjahr 1973 gegründet. Der Name leitet sich dabei aus dem ehemaligen Amtsbezirk Radolfshausen ab, dessen Amtshaus, das spätere Forsthaus Radolfshausen, sich in Ebergötzen an der Mündung des Weißwasserbaches in die Aue befindet. Es ist ein barocker Fachwerkbau aus dem Jahre 1711. Im frühen 14. Jahrhundert waren die Edelherren von Plesse mit Besitz im Raum des späteren Amtes Radolfshausen begütert, so zogen sie nachweislich 1317 den halben Zehnten der Feldmark Falkenhagen ein. Nach dem Aussterben der Herren von Plesse 1571 kam das Amt an die Grubenhagensche Linie des Welfenhauses, 1577 verkauften sie es an die Landgrafschaft Hessen. Gegen Ende des 16. Jahrhunderts konnte der Landgraf von Hessen jedoch nicht verhindern, dass das Amt wieder in die Hände der Welfen, nach dem Erlöschen der Grubenhagener Linie, an den Herzog von Braunschweig-Wolfenbüttel, fiel; 1866 ging das Gebiet in Preußen auf. Durch ständige Besitzwechsel ist auch die konfessionelle Gruppierung der Bevölkerung gespalten gewesen. Bis heute lassen sich diese Differenzen nachzeichnen, so ist das Eichsfeld vorwiegend katholisch, das frühere Göttingisch-Grubenhagensche Gebiet lutherisch und die einstigen hessischen Exklaven reformiert.
Die Besiedlung des Geländes reicht jedoch bis ins Mittelalter zurück, was an dem spätromanischen, spätgotisch, Wohnturm aus dem 13. bis 14. Jahrhundert zu sehen ist. Er selbst bildete das Kernstück der Burg Radolfshausen, die sich inklusive Wall und Graben, zwischen dem Weißwasserbach und der Aue befand. Die Größe betrug ungefähr 75 mal 100 m, der bewohnbare Raum wird auf 45 mal 60 m geschätzt. Bei Ausgrabungen entdeckte man darüber hinaus ein Steinbeil, welches in das Neolithikum datiert wird. Die ersten urkundlichen Erwähnungen der Gemeinden und Ortsteile der Samtgemeinde erfolgen um 840.
Im März 1998 gründete sich der Verein Altes Amt Radolfshausen, dessen Ziele unter anderem darin bestehen, die baulichen Anlagen auf dem ehemaligen Gelände des staatlichen Forstamtes zu schützen. Vor allem gilt es die historischen Elemente der Kulturlandschaft zu erhalten, da neben dem Wohnturm der Burg auch ein historisches Kellergewölbe sowie eine Wagenremise gefunden wurde. Schützenswert sind außerdem die zahlreichen Kopflinden und botanischen Besonderheiten, worunter man eine Schwarznuss findet, die mit ihrer Stammdicke von mehr als einem Meter die dickste Schwarznuss in Niedersachsen, Hessen und Nordrhein-Westfalen ist.

## Politik

### Samtgemeinderat
Der Samtgemeinderat Radolfshausen besteht aus 20 Ratsfrauen und Ratsherren. Dies ist die festgelegte Anzahl für eine Gemeinde mit einer Einwohnerzahl zwischen 7.001 und 8.000 Einwohnern. Die Ratsmitglieder werden durch eine Kommunalwahl für jeweils fünf Jahre gewählt. Neben den 20 in der Samtgemeinderatswahl gewählten Mitgliedern ist außerdem der hauptamtliche Bürgermeister im Rat stimmberechtigt. 
Seit der Kommunalwahl am 12. September 2021 setzt sich der Rat wie folgt zusammen:
| Samtgemeinderat 2021Insgesamt 20 Sitze - SPD: 11 - Grüne: 3 - FDP: 1 - CDU: 5 |

### Bürgermeister
Bürgermeister der Samtgemeinde ist seit 2009 Arne Behre (SPD). Bei der Bürgermeisterwahl am 12. September 2021 wurde er mit 79,25 % der Stimmen wiedergewählt.

### Gemeinderäte
Die fünf Gemeinden der Samtgemeinde Radolfshausen werden durch je einen Gemeinderat mit insgesamt 55 Ratsmitgliedern vertreten. Seit der Kommunalwahl 2021 setzen diese sich wie folgt zusammen:
| Gemeinden      | SPD | CDU | Grüne | 0FW | parteilos | 0∑ |
| -------------- | --- | --- | ----- | --- | --------- | -- |
| Ebergötzen     | 6   | 2   | 1     | 2   | -         | 11 |
| Landolfshausen | 8   | 3   | -     | -   | -         | 11 |
| Seeburg        | 3   | 5   | 2     | -   | 1*        | 11 |
| Seulingen      | 4   | 7   | -     | -   | -         | 11 |
| Waake          | 5   | 4   | 2     | -   | -         | 11 |
| ∑              | 26  | 21  | 5     | 2   | 1         | 55 |

* Einzelkandidat Hubert Gleitze

### Wappen
Blasonierung:

Gespalten von Gold und Rot über einem aus dem unteren Schildrand wachsenden, silbern unterlegten, sechsspeichigen oberhalben roten Rad in verwechselten Farben, vorne ein roter Maueranker, hinten ein widersehender blaubewehrter goldener Löwe.

Wappenbegründung:

„Die dem früheren Landkreis Göttingen angehörenden Gemeinden und Ortsteile waren bis in das vergangene Jahrhundert hinein Mitglied des Amtes Radolfshausen. Für sie stehen die Symbole des Mauerankers und des Löwen, die dem bis in die Mitte des 19. Jahrhunderts geführten Amtswappen des Amtes Radolfshausen entlehnt sind.

Das im Schildfuß angeordnete Rad weist für die eichsfeldischen Gemeinden und Ortsteile auf deren Zugehörigkeit zum alten Erzbistum Mainz hin. Dem dargestellten, aus dem Schildfuß wachsenden und halbierten und durch den Spalt geteilten Rad liegen zwei Bedeutungen zu Grunde: Einmal soll die Teilung des Eichsfeldes nach 1945 dokumentiert sein, zum anderen deuten die verwechselten Farben im Rad auf die beiden aus diesem Raum der Samtgemeinde zugeordneten Gemeinden hin.

Das Wappen wurde am 15. Oktober 1980 vom Samtgemeinderat der Samtgemeinde Radolfshausen beschlossen und durch Verfügung des Landkreises Göttingen am 2. Februar genehmigt.“ (Zitiert nach der Wappenbeschreibung der Samtgemeinde Radolfshausen.)